# KIC 10905746
KIC 10905746 — звезда, которая находится в созвездии Дракона. Вокруг звезды обращается, как минимум, одна планета. Открытие планеты совершили астрономы-любители в рамках проекта Planet Hunters.

## Характеристики
KIC 10905746 представляет собой звезду главной последовательности 13 видимой звёздной величины, по размерам и массе намного уступающую нашему Солнцу. Впервые в астрономической литературе упоминается в каталоге 2MASS, опубликованном в 2003 году. Масса звезды равна 57 % солнечной, а радиус — 54 %. Температура поверхности звезды тоже значительно ниже солнечной, она составляет приблизительно 4240 кельвинов. Светимость звезды составляет всего лишь 8 % солнечной светимости.

## Планетная система
В 2011 году, используя данные, полученные орбитальным телескопом Kepler, группа любителей-астрономов в рамках проекта Planet Hunters открыла планету KIC 10905746 b в данной системе. В отличие от проекта SETI@Home, в Planet Hunters участники непосредственно занимаются обработкой данных, отслеживая признаки присутствия планет у звёзд. Масса открытой планеты неизвестна, однако её радиус равен 23 % радиуса Юпитера. Она обращается очень близко к родительской звезде — на расстоянии 0,07 а.е. Год на ней длится менее десяти суток.